# Estádio Olival Elias de Moraes
O Estádio Olival Elias de Moraes é um estádio de futebol localizado na cidade de Boca da Mata, no estado de Alagoas, tem capacidade para 2.500 pessoas e é utilizado pelo Sport Club Santa Rita com suas cores rubro-negras.